# Thushara Edirisinghe
Thushara Yasalal Edirisinghe (singhalesisch: තුෂාර එදිරිසිංහ; tamil: துஷார எதிரிசிங்க; * 29. Juni 1971) ist ein sri-lankischer Badmintonspieler. 

## Karriere
Thushara Edirisinghe nahm 1999 an der Badminton-Weltmeisterschaft teil. 2003 und 2005 siegte er bei den Sri Lanka International, 2005 auch bei den Nepal International. Bei den Südasienspielen 2004 und 2006 gewann er mehrere Silber- und Bronzemedaillen. In Sri Lanka wurde er mehr als ein Dutzend Mal nationaler Meister.

## Sportliche Erfolge
| Saison | Veranstaltung           | Disziplin    | Platz | Name                                                  |
| ------ | ----------------------- | ------------ | ----- | ----------------------------------------------------- |
| 1999   | Weltmeisterschaft       | Herrendoppel | 33    | Thushara Edirisinghe / Duminda Jayakody               |
| 2003   | Sri Lanka International | Mixed        | 1     | Thushara Edirisinghe / Hemani Kaushali Dissanayake    |
| 2004   | Südasienspiele          | Mixed        | 3     | Thushara Edirisinghe / Renu Chandrika                 |
| 2004   | Südasienspiele          | Herrendoppel | 3     | Duminda Jayakody / Thushara Edirisinghe               |
| 2005   | Sri Lanka International | Mixed        | 1     | Thushara Edirisinghe / N. Palinda Halangoda           |
| 2005   | Nepal International     | Mixed        | 1     | Thushara Edirisinghe / Renu Chandrika Hettiarachchige |
| 2006   | Südasienspiele          | Mixed        | 3     | Tharusha Edirisinghe / Chandrika de Silva             |
| 2006   | Südasienspiele          | Herrendoppel | 2     | Thushara Edirisinghe / Daminda Jayakody               |